# العصر البرونزي في بريطانيا
العصر البرونزي في بريطانيا، حقبة من التاريخ البريطاني امتدت من عام 2500 قبل الميلاد حتى عام 800 قبل الميلاد. استمر لمدة 1700 عام تقريبًا، سبقه عهد العصر الحجري الحديث في بريطانيا وتبعته فترة العصر الحديدي في بريطانيا. يُصنَّف على أنه عصر برونزي، وقد تميز باستخدام النحاس ثم البرونز من قبل بريطانيي ما قبل التاريخ، الذين استخدموا هذه المعادن في صناعة الأدوات. شهدت بريطانيا العظمى في العصر البرونزي اعتماد الزراعة على نطاق واسع.
خلال العصر البرونزي البريطاني، استمر بناء أو تعديل النصوب  الكبيرة المبنية من الصخور الضخمة المشابهة لتلك التي تعود إلى العصر الحجري الحديث المتأخر، بما في ذلك مواقع مثل أفيبري وستونهنج وسيلبوري هيل ومصت فارم. وقد وُصِف هذا بأنه الوقت «الذي ظهرت فيه ممارسات احتفالية معقدة بين بعض مجتمعات المزارعين الذين يعيشون على الكفاف في أوروبا الغربية».  

## التاريخ

### العصر البرونزي المبكر، 2500-1500 قبل الميلاد
لا يوجد إجماع واضح في الآراء بشأن تاريخ بداية العصر البرونزي في بريطانيا العظمى وأيرلندا. تحدد بعض المصادر تاريخًا حتى عام 2000 قبل الميلاد، بينما حددت مصادر أخرى عام 2200 قبل الميلاد كترسيم بين العصر الحجري الحديث والعصر البرونزي. كانت الفترة من 2500 قبل الميلاد إلى 2000 قبل الميلاد تسمى «العصر الحجري الحديث أو العصر البرونزي المبكر»، وذلك اعترافًا بصعوبة الفصل بين هاتين الفترتين بشكل دقيق. يحدد بعض علماء الآثار العصر الحجري البريطاني عندما استُخدِم النحاس بين القرنين الخامس والعشرين والثاني والعشرين قبل الميلاد، لكن البعض الآخر لا يفعل ذلك لأن الإنتاج والاستخدام كان على نطاق صغير.
- 2500-2000 قبل الميلاد: مرحلة ماونت بليزانت، حضارة القدور الجرسية المبكرة: بريطانيا: النحاس + القصدير.
- 2100-1900 قبل الميلاد: حضارة القدور الجرسية المتأخرة: سكاكين ورؤوس حربية متشابكة (موقع بوش بارو؛ فترة أوفرتون).
- 1800-1600 قبل الميلاد: مرحلة فارجو (انظر التصحيح في فترة بيد برانوين)؛ طقوس الدفن.